# Syrigma sibilatrix
Syrigma sibilatrix sau stârcul fluierător este un stârc de mărime medie, adesea terestru, din America de Sud. Este singura specie plasată în genul Syrigma. Există două subspecii, S. s. sibilatrix din sud și S. s. fostersmithi din nord.

## Taxonomie
Un studiu filogenetic molecular publicat în 2023 a constatat că, în cadrul familiei stârcilor, stârcul fluierător este cel mai strâns înrudit cu stârcul cu creastă (Pilherodius pileatus).
Sunt recunoscute două subspecii:
- S. s. fostersmithi Friedmann, 1949 – nord-estul Columbiei și nord-vestul Venezuelei
- S. s. sibilatrix (Temminck, 1824) – estul Boliviei și sudul Braziliei până la nord-estul Argentinei

## Semnificație culturală
În trecut, populațiile indigene foloseau penajele de la gât ca obiecte de schimb, însă nu atât de mult încât să reducă populația.

## Galerie

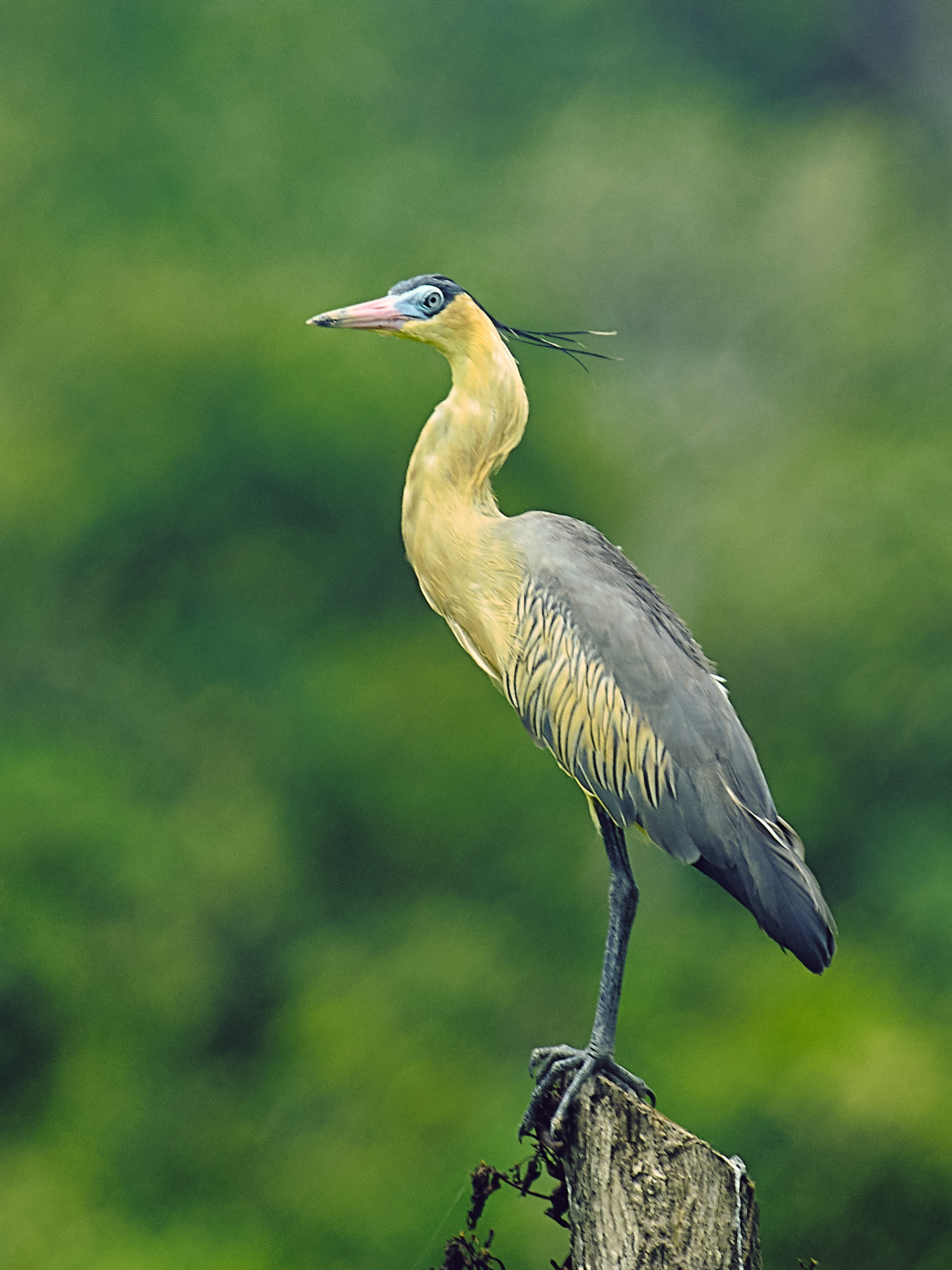
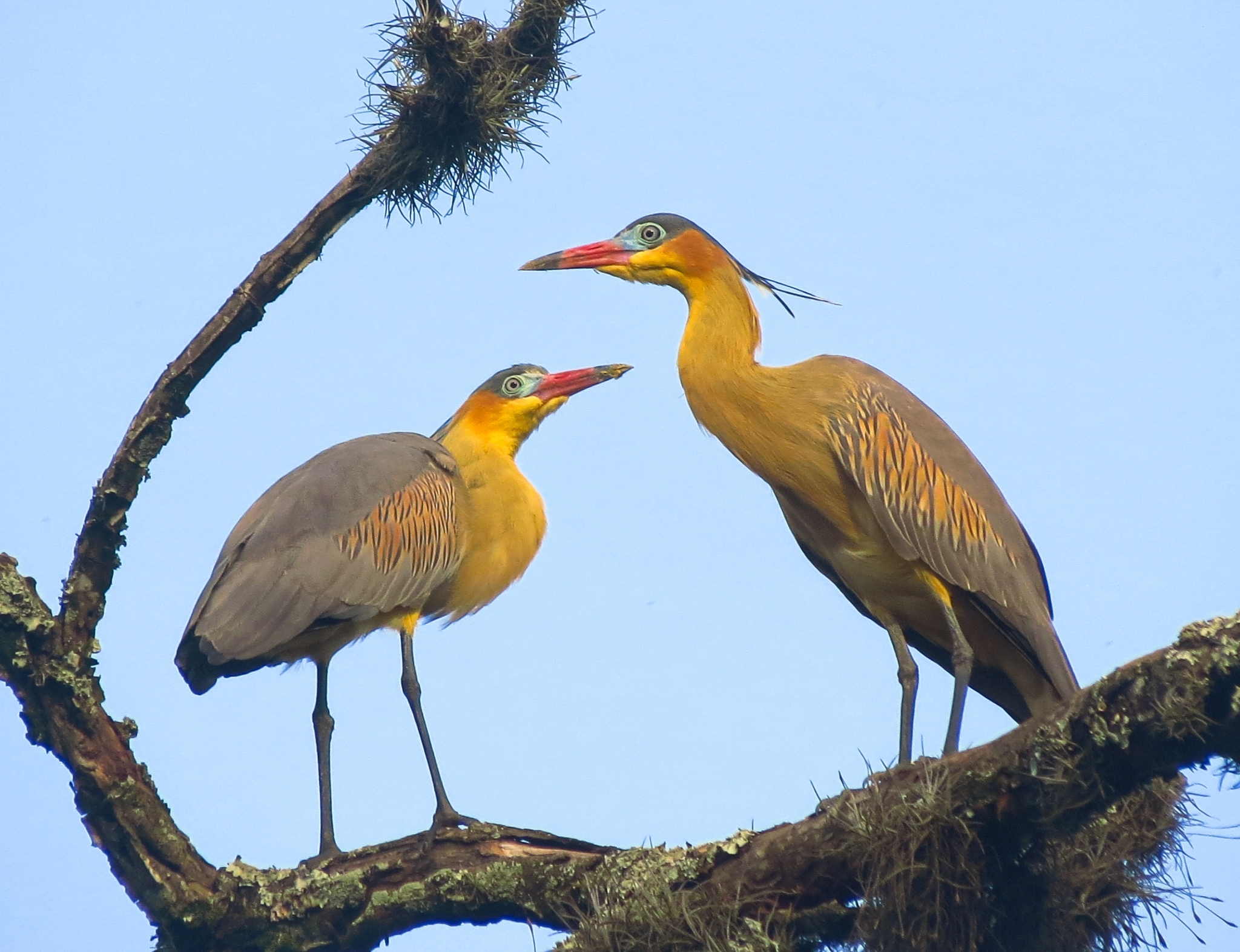
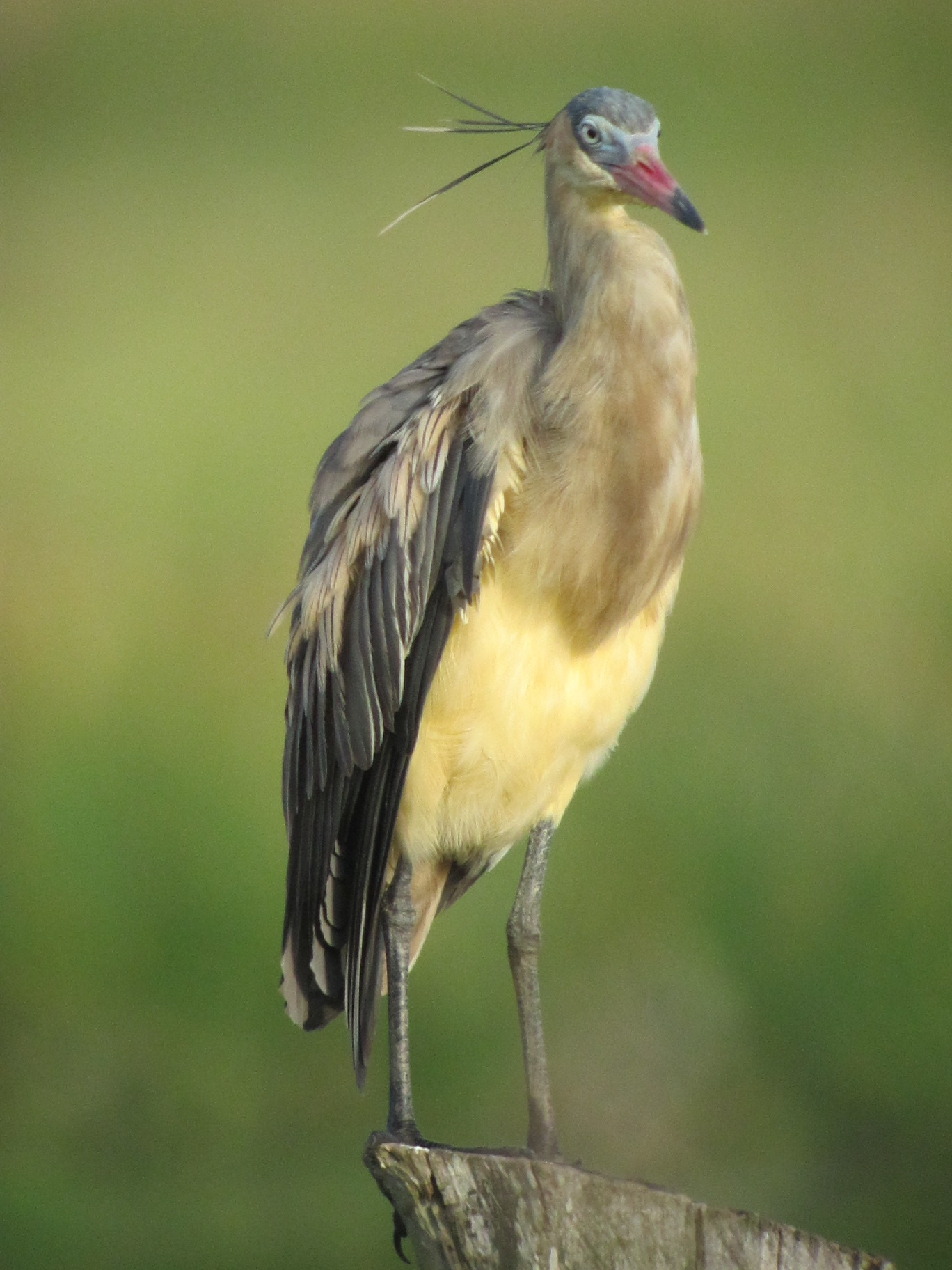
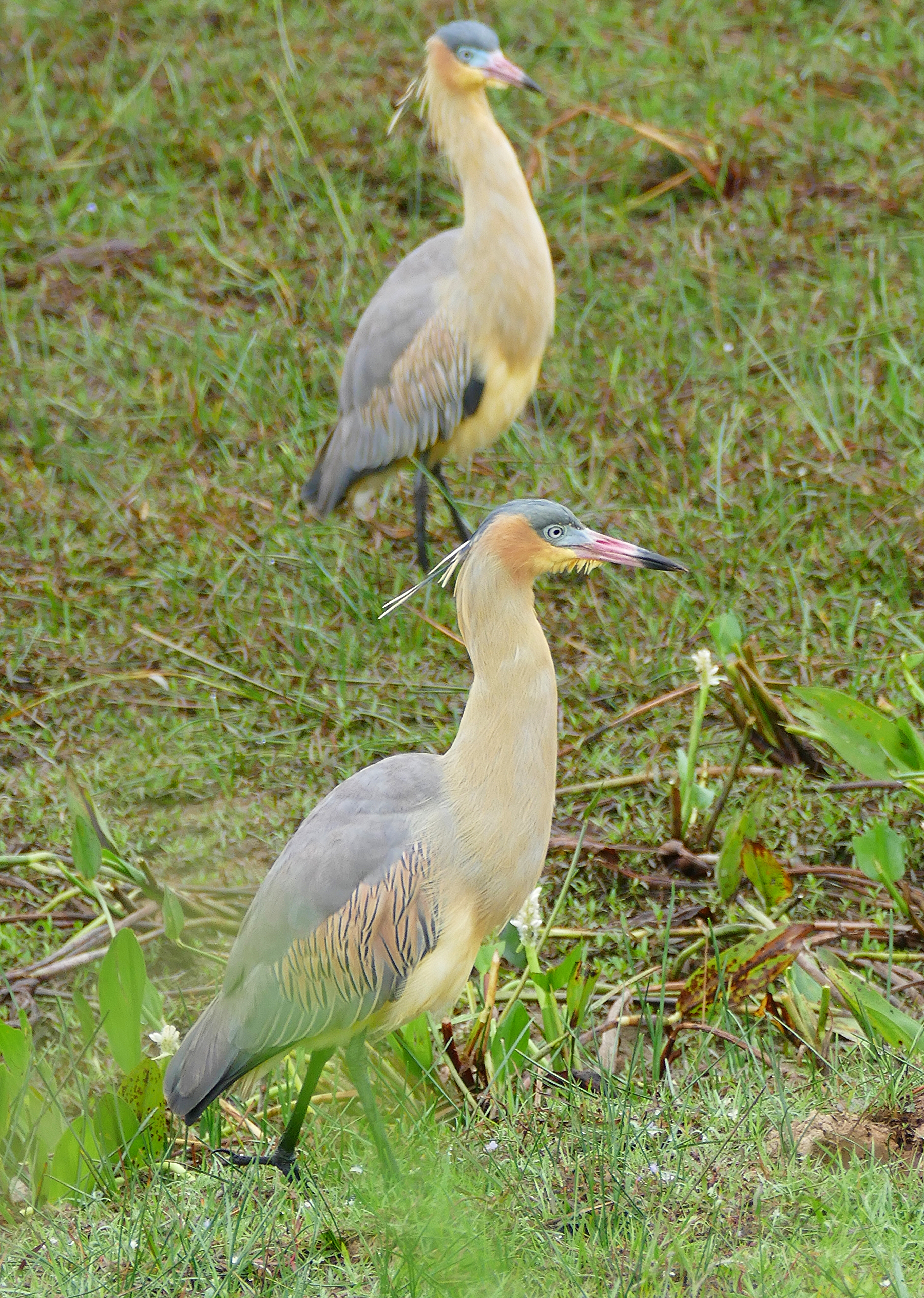
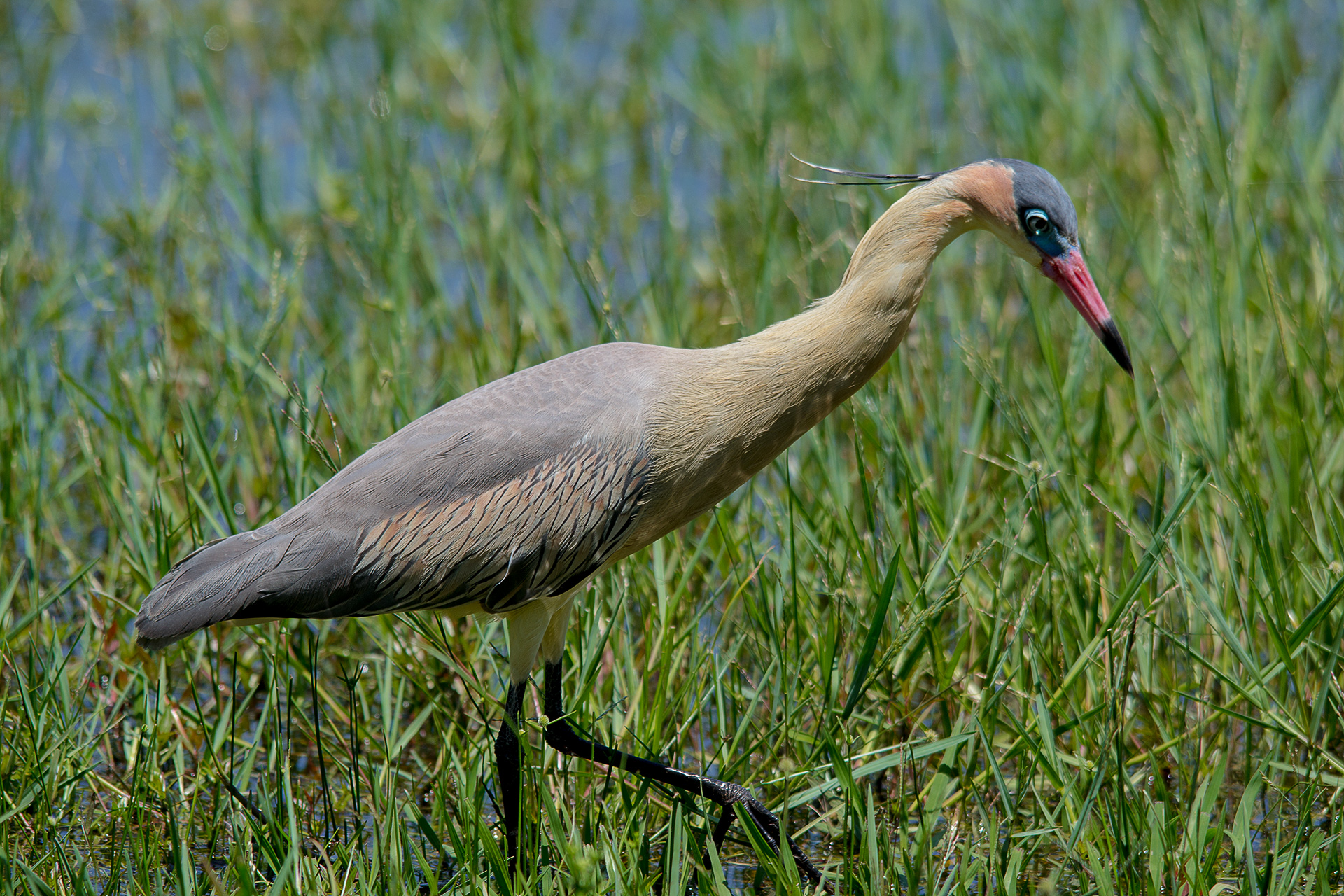